# Thorpe by Water
Thorpe by Water est un village d'Angleterre situé dans le sud du Rutland. La  paroisse civile de Thorpe by Water comptait 56 habitants au recensement de 2001. À celui de 2011, sa population toujours inférieure à 100 personnes a été comptée avec celle de la paroisse civile de Seaton.